# AIBO
Aibo (яп. 愛慕 айбо означает «любовь», «привязанность», а также может значить «товарищ»; ещё существует аббревиатура англ. Artificial Intelligence RoBOt) — серия собак-роботов, разработанная компанией Sony.

## Возможности
Aibo умеет ходить, «видеть» окружающие его предметы с помощью видеокамеры и инфракрасных датчиков расстояния, распознавать команды и лица. Робот является полностью автономным: он может учиться и развиваться, основываясь на побуждениях своего хозяина, обстановки, или другого AIBO. Несмотря на это, он поддаётся настройкам с помощью специальных программ. Существует программное обеспечение, имитирующее «взрослую собаку», которая сразу использует все свои функции, и программное обеспечение, имитирующее «щенка», который раскрывает свои возможности постепенно.
«Настроение» Aibo может меняться в зависимости от окружающей обстановки и влиять на поведение. Инстинкты позволяют Aibo двигаться, играть со своими игрушками, удовлетворять своё любопытство, играть и общаться с хозяином, самостоятельно подзаряжаться и просыпаться после сна. Разработчики утверждают, что у AIBO есть симулирование шести эмоций: счастья, грусти, страха, антипатии, удивления и гнева.
Автором дизайна Aibo, который завоевал множество наград, является японский художник-иллюстратор Хадзимэ Сораяма.
Робот имеет 20 степеней свободы. Также он оснащён различными датчиками (температуры, расстояния, ускорения, сенсорными датчиками и датчиком вибрации), видеокамерой, микрофонами и громкоговорителем. Aibo построен на интерфейсе OPEN-R, внутри находится 64-разрядный RISC процессор, управляемый ОСРВ Aperios. В качестве запоминающего устройства используется Memory Stick.
В настоящее время разработка и производство AIBO остановлено.
На чемпионате среди роботов RoboCup между перепрограммированными AIBO устраивались футбольные матчи. Также роботы AIBO использовались в эксперименте, результатом которого стала научная публикация «Социальное поведение собак при встрече с собакоподобным роботом AIBO в нейтральной ситуации и во время кормления».

## История
Разработка Aibo была начата в 1993 году в качестве исследовательского проекта, и массовое производство изначально не планировалось. Первая модель Aibo была выпущена в 1999 году.
26 января 2006 года Sony анонсировала, что прекращает выпуск Aibo и некоторых других продуктов с целью сделать компанию прибыльней. Также она прекратила разработку робота QRIO. Гарантийная поддержка покупателей приостанавливалась постепенно, последняя модель ERS-7M3 была снята с поддержки в марте 2013 года.
С июля 2014 года Sony прекратила выпуск запасных частей для продуктов Aibo и не предоставляет никакой поддержки пользователям в ремонте Aibo.
31 октября 2017 года Sony анонсировала новую версию Aibo ERS-1000, которая в будущем появится в продаже с 11 января 2018 года.

## Модельный ряд
- ERS110-ERS111 (1999) включал способность учиться от окружающей среды и выражать эмоции[6].
- ERS210 (2000) — добавились функции распознавания лиц и голоса, датчики прикосновения.
- ERS311-ERS312 (2001) — более дружелюбная внешность.
- ERS220 (2001) — новый hi-tech дизайн и улучшенные сенсоры.
- ERS-7 (2003) — соединение с Интернетом по Wi-Fi и улучшенные возможности по взаимодействию.
- ERS-1000 (2018) — соединение с Интернетом по Wi-Fi и LTE, фотокамера, приложение, магазин трюков, облачный бэкап; кость Aibone; требует подписку[10].

## Факт
- Музыкой и звуковыми эффектами модели ERS-7 руководил Масая Мацура.